# Jean Montgolfier
Pour les articles homonymes, voir Montgolfier.
Ne doit pas être confondu avec Frères Montgolfier.
Jean Montgolfier est selon une tradition familiale de la famille de Montgolfier un membre d'une famille Montgolfier qui aurait vécu à Frankenthal en Bavière et qui, fait prisonnier à Damas lors de la seconde croisade en 1147, y aurait travaillé dans une fabrique de papier et aurait profité de cette expérience pour importer son savoir-faire dans son village. Il est, selon cette tradition familiale, un ancêtre légendaire de la famille de Montgolfier originaire d'Auvergne puis fixée dans le Vivarais.

## Ancêtre légendaire de la famille de Montgolfier
Une  tradition de la famille de Montgolfier  prétend qu’il y avait une famille Montgolfier en Bavière dans le village de Frankenthal et que deux de ses membres  partirent pour la première croisade en  1095 et qu’un seul en revint. Selon la même légende, un neveu du précédent, parti pour  2e croisade en 1147, fut fait prisonnier et travailla comme esclave à Damas dans une fabrique de papier. Il réussit à s’enfuir et revint à Frankenthal où utilisa son expérience pour la fabrication de papier,
La tradition attribue à ses descendants la construction en 1557 du moulin à papier de Vidalon dans l'Ardèche, berceau des papetiers, mais il semble plus vraisemblable qu'il date de la seconde moitié du XVIIe siècle .